# فقرة (موسيقى)

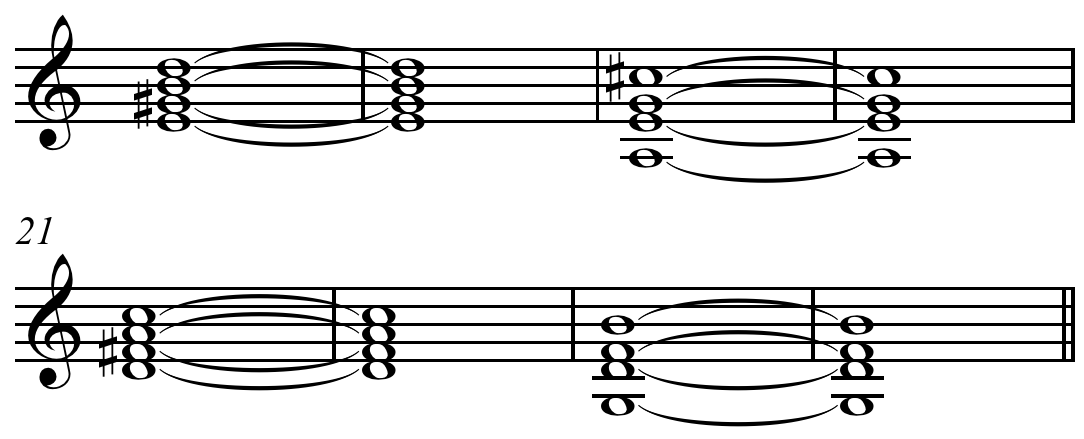

الفقرة الموسيقية هي «فكرة موسيقية كاملة، ولكن ليست مستقلة». قد تكون الفقرة مقدمة (أو إنترو)، عرضا، موجزا، جوقة، وخاتمة، إلخ.